# Other Voices (The Doors)
Other Voices è il settimo album del 1971 del gruppo statunitense dei Doors. L'album fu pubblicato pochi mesi dopo L.A. Woman, poco dopo la morte del cantante del gruppo, Jim Morrison.

## Descrizione
Dopo la partenza di Morrison per Parigi, nel giugno 1971 gli altri membri del gruppo, Ray Manzarek, Robby Krieger e John Densmore, iniziarono a registrare un nuovo album, in attesa che il cantante tornasse da Parigi; una parte del futuro album era stata provata con Morrison prima della sua partenza; dopo la morte di Morrison, i tre decisero di completare le sessioni di registrazione con il produttore Bruce Botnick.
L'album è stato stampato in CD solo nel 2006 insieme al successivo Full Circle.

## Tracce
Lato A
1. In the Eye of the Sun – 4:48 (Ray Manzarek)
2. Variety Is the Spice of Life – 2:50 (Robby Krieger)
3. Ships with Sails – 7:38 (Robby Krieger, John Densmore)
4. Tightrope Ride – 4:15 (Ray Manzarek, Robby Krieger)

Lato B
1. Down on the Farm – 4:15 (Robby Krieger)
2. I'm Horny, I'm Stoned – 3:55 (Robby Krieger)
3. Wandering Musician – 6:25 (Robby Krieger)
4. Hang on to Your Life – 5:36 (Ray Manzarek, Robby Krieger)

## Formazione
- Robby Krieger - chitarra, voce
- John Densmore - batteria
- Ray Manzarek - tastiere, voce

### Altri musicisti
- Jack Conrad - basso in In the Eye of the Sun, Variety Is the Spice of Life e Tightrope Ride
- Jerry Scheff - basso in Down On The Farm, I'm Horny, I'm Stoned e Wandering Musician
- Wolfgang Melz - basso in Hang on to Your Life
- Ray Neapolitan - basso in Ships with Sails
- Willie Ruff - basso acustico in Ships with Sails
- Francisco Aguabella - percussioni in Ships with Sails e Hang on to Your Life
- Emil Richards - marimba, kickshaws e whimwhams in Down on the Farm

## Classifica
- Billboard Music Charts (North America)

### Album
| Anno | Chart      | Posizione |
| ---- | ---------- | --------- |
| 1971 | Pop Albums | 31        |

### Singoli
| Anno | Singolo                                       | Chart       | Posizione |
| ---- | --------------------------------------------- | ----------- | --------- |
| 1971 | Tightrope Ride / Variety is the Spice of Life | Pop Singles | 71        |
| 1971 | Ships with Sails / In the Eye of the Sun      | Pop Singles | /         |